# يحيى هاشم فرغل
يحيى هاشم حسن فرغل (4 فبراير 1933 - 22 إبريل 2011) هو كاتب وفقيه وباحث إسلامي مصري.

## حياته ونشأته
من مواليد القاهرة 4 فبراير عام 1933 حصل على الشهادة العالية من كلية أصول الدين بالأزهر – بالقاهرة عام 1958م. حصل على إجازة التدريس من الأزهر عام 1959م. عمل مدرسا للتوحيد والتفسير بمعاهد الأزهر من عام 1959 إلى 1964م. حصل على الماجستير في العقيدة والفلسفة من كلية أصول الدين بالأزهر بالقاهرة عام 1971م. عين مدرسا مساعدا بكلية أصول الدين بالأزهر بالقاهرة عام 1971م. حصل على الدكتوراه في العقيدة والفلسفة من كلية أصول الدين بالأزهر بالقاهرة عام 1976م. عين مدرسا بكلية أصول الدين بالأزهر بالقاهرة عام 1976م. حصل على درجة أستاذ مساعد من جامعة الأزهر بكلية أصول الدين والدعوة بالأزهر بطنطا في 4\1\1981م. عمل رئيسا لقسم العقيدة والفلسفة بكلية أصول الدين بالأزهر بطنطا عام 1983م. حصل على درجة أستاذ من جامعة الأزهر بكلية أصول الدين والدعوة عام 1985م. عين وكيلا لكلية أصول الدين والدعوة بالأزهر بطنطا عام 1985م. عين عميدا لكلية أصول الدين والدعوة بالأزهر بطنطا عام 1986م. أشرف على عدد كبير من رسائل الماجستير والدكتوراة بكلية أصول الدين بالأزهر بالقاهرة وطنطا.

## مسيرته
1. باحثا ومديرا للسكرتارية الفنية بمجمع البحوث الإسلامية من عام 1964 إلى عام 1971
2. مديرا عاما لمكتب شيخ الأزهر (في الفترة من 1974 إلى عام 1979): للإمام الأكبر الدكتور عبد الحليم محمود، ثم الإمام الأكبر الدكتور عبد الرحمن بيصار
3. أمينا عاما مساعدا منتدبا لمجمع البحوث الإسلامية عام 1978

### الإعارات
1. عمل أستاذا زائرا بجامعة أم درمان بالسودان لمدة شهر ديسمبر عام 1977،
2. عمل أستاذا زائرا بجامعة أم درمان بالسودان لمدة شهر في عام 1978
3. عمل مدرسا ثم أستاذا مساعدا بجامعة الإمارات العربية المتحدة بقسم الدراسات الإسلامية في الفترة من 1979 إلى 1983
4. عمل أستاذا زائرا بجامعة الإمارات في الفصل الدراسي الثاني لعام 1985
5. عمل أستاذا زائرا لمدة خمسة عشر يوما بجامعة الإمام محمد بن سعود في سبتمبر عام 1986
6. عمل أستاذا للعقيدة بقسم الدراسات الإسلامية بجامعة الإمارات في الفترة من عام 1987 إلى (2000)
7. عمل رئيسا لقسم الدراسات الإسلامية بجامعة الإمارات في الفترة من عام 1987 إلى 1997
8. عمل أستاذا للعقيدة بقسم أصول الدين بكلية الدراسات الإسلامية والعربية بدبي من العام الدراسي 2000\ 2002
9. عضو اتحاد الكتاب بالقاهرة

### المؤتمرات
(1) المؤتمر الأربعون للجمعية المحمدية بأندونيسيا في يوليو 1977، ممثلا لشيخ الأزهر الإمام الأكبر الشيخ عبد الحليم محمود.
(2) مؤتمر الأمومة في الإسلام الذي أقامه المركز الدولي للدراسات والبحوث بجامعة الأزهر بالقاهرة من 11 \ 13 ديسمبر عام 1978
(3) ندوة تدريس حقوق الإنسان الذي أقامته جامعة الزقازيق بالاشتراك مع اليونسكو بالقاهرة 14 ديسمبر عام 1978
(4) مؤتمر أسلمة العلوم بالخرطوم ديسمبر 1986
(5) مؤتمر التربية الإسلامية الذي أقامته جمعية الشبان المسلمين بالقاهرة بالاشتراك مع جامعة الأزهر عام 1987
(6) مؤتمر إعداد الدعاة الذي أقامته رابطة الجامعات الإسلامية بالاشتراك مع جامعة الأزهر بالأزهر عام 1987
(7) مؤتمر الشرطة لمعالجة الإرهاب الفكري بالقاهرة عام 1987
(8) مؤتمر الدعوة إلى السلام بروما عام 1988
(9) شارك ببحث في مؤتمر (التوجيه الإسلامي للعلوم) 1988الذي عقدته جامعة الأزهر ورابطة الجامعات الإسلامية بالقاهرة عام 1992
(10) مؤتمر «التحديات التي يواجهها المسلمون في القرن القادم» الذي عقدته رابطة الجامعات الإسلامية مع جامعة الإمارات بالعين في يناير 1997
(11) مؤتمر «الطب بين الشريعة والقانون» الذي عقدته كلية الشريعة والقانون بجامعة الإمارات بالعين في مايو 1998

### الأعمال التطويرية
(1) لجنة وضع الأهداف والخطط لمناهج التربية الإسلامية بوزارة التربية والتعليم بالإمارات في عام 1982\1983
(2) تقييم مناهج الدراسات الإسلامية بكلية العين بالإمارات.
(3) رئيس لجنة وضع وثيقة التربية الإسلامية بمدارس الإمارات ووضع مناهجها ومراجعة كتبها: عام 1987 وما بعدها
(4) عضوية لجنة التعاون مع جامعة الأزهر وصياغة الاتفاقية الثقافية بينها وبين جامعة الإمارات في الفترة بين 1988 و 1996
(5) تطوير مساق (الفكر الإسلامي) وخطة الدراسة بقسم الدراسات الإسلامية بجامعة الإمارات عام 1990، وعام 1995

### الأعمال الابتكارية
1. نقد نظرية المعرفة في علم الكلام ضمن رسالة الدكتوراة
2. نقد (العلم الخالص) ضمن كتابه (العقيدة الإسلامية بين الفلسفة والعلم)
3. وضع أساس فلسفة التسليم ضمن رسالته للدكتوراه وكتابه (مداخل إلى العقيدة الإسلامية)
4. وضع أساس فلسفة الإنذار ضمن رسالته للدكتوراه وكتابه (مداخل إلى العقيدة الإسلامية)
5. وضع تخطيط وتطبيق لمواجهة التيارات الإلحادية ضمن كتابه (الفكر المعاصر في ضوء العقيدة الإسلامية)
6. وضع تخطيط لأساس تكوين كليات الدعوة ضمن بحثه لمؤتمر إعداد الدعاة بالأزهر عام 198